# Riaza
Riaza è un comune spagnolo di 1 898 abitanti situato nella comunità autonoma di Castiglia e León.